# Bisalpur (Uttar Pradesh)
Bisalpur ist eine Stadt im indischen Bundesstaat Uttar Pradesh.
Die Stadt ist Teil des Distrikts Pilibhit. Bisalpur liegt ca. 220 km nordwestlich von Lucknow. Bisalpur hat den Status eines Nagar Palika Parishad. Die Stadt ist in 25 Wards gegliedert. Sie hatte am Stichtag der Volkszählung 2011 73.551 Einwohner, von denen 38.858 Männer und 34.693 Frauen waren.
Die Stadt ist über den State Highway 29 mit der Distrikthauptstadt Pilibhit verbunden.